# Nettingsdorf Challenger 1997
Il Nettingsdorf Challenger 1997 è stato un torneo di tennis facente parte della categoria ATP Challenger Series nell'ambito dell'ATP Challenger Series 1997. Il torneo si è giocato a Nettingsdorf in Austria dal 18 al 24 agosto 1997 su campi in terra rossa.

## Vincitori

### Singolare
Radomír Vašek ha battuto in finale  Christian Vinck con il punteggio di 6–3, 6–3

### Doppio
Björn Jacob /  Michael Kohlmann hanno battuto in finale  Thomas Buchmayer /  Thomas Strengberger con il punteggio di 6–2, 3–6, 6–3